# Hideaki Tomiyama
Hideaki Tomiyama (富山 英明?, Tomiyama Hideaki; 16 novembre 1957) è un ex lottatore giapponese.

## Palmarès
Olimpiadi
- 1 medaglia:
  - 1 oro (lotta libera - pesi piuma a Los Angeles 1984)